# Giro di Campania 1991
Il Giro di Campania 1991, cinquantanovesima edizione della corsa, si svolse il 28 marzo 1991 su un percorso di 197,3 km. La vittoria fu appannaggio dell'italiano Dario Nicoletti, che completò il percorso in 4h58'00", precedendo i connazionali Danilo Gioia e Dario Mariuzzo.

## Ordine d'arrivo (Top 10)
| Pos. | Corridore            | Squadra                   | Tempo    |
| ---- | -------------------- | ------------------------- | -------- |
| 1    | Dario Nicoletti      | Colnago-Lampre            | 4h58'00" |
| 2    | Danilo Gioia         | Italbonifica-Navigare     | a 22"    |
| 3    | Dario Mariuzzo       | Ariostea                  | s.t.     |
| 4    | Giovanni Strazzer    | Jolly Componibili-Club 88 | ?        |
| 5    | Andrea Ferrigato     | Ariostea                  | ?        |
| 6    | Stefano Colagè       | ZG Mobili-Bottecchia      | ?        |
| 7    | Andrea Guidotti      | ZG Mobili-Bottecchia      | ?        |
| 8    | Marco Saligari       | Ariostea                  | ?        |
| 9    | Germano Pierdomenico | Gis Gelati-Ballan         | ?        |
| 10   | Marcello Siboni      | Jolly Componibili-Club 88 | ?        |